# Бур Сент Андеол
Бур Сент Андеол (фр. Bourg-Saint-Andéol) насеље је и општина у источној Француској у региону Рона-Алпи, у департману Ардеш која припада префектури Прива.
По подацима из 2011. године у општини је живело 7233 становника, а густина насељености је износила | становника/km². Општина се простире на површини од 43,74 km². Налази се на средњој надморској висини од 70 метара.

## Демографија
| 1962. | 1968. | 1975. | 1982. | 1990. | 1999. | 2011. |
| ----- | ----- | ----- | ----- | ----- | ----- | ----- |
| 4.400 | 7.102 | 6.861 | 7.400 | 7.795 | 7.798 | 7.233 |

График промене броја становника у току последњих година